# Internat
Internat je izraz kojim se opisuje škola koja učenicima, uz obrazovne usluge, pruža i smeštaj, odnosno u kojoj učenici borave preko noći i/li tokom celokupne školske godine. U nekim internatima zajedno sa učenicima žive i njihovi nastavnici, odnosno članovi školskog osoblja.
Internati se razlikuju od zemlje do zemlje, u zavisnosti od tradicije, odnosno različitih kulturnih i ekonomskih uslova. U užem smislu se, pogotovo pod uticajem popularne kulture, pod time podrazumevaju privatne škole namenjene učenicima koji su poreklom iz više klase.

## Sociološka pitanja
Neke elitne univerzitetske pripremne internate za učenike od 13 do 18 godina sociolozi vide kao centre socijalizacije za sledeću generaciju političke više klase i reprodukuju elitistički klasni sistem. Ovo privlači porodice koje cene moć i hijerarhiju za socijalizaciju članova svoje porodice. Ove porodice dele osećaj prava na društvenu klasu ili hijerarhiju i moć.
Određene porodice vide internate kao centre socijalizacije u kojima se učenici mešaju sa drugima slične društvene hijerarhije kako bi formirali ono što se zove mreža starih dečaka. Elitni učenici internata su vaspitani sa pretpostavkom da im je namenjeno da kontrolišu društvo. Značajan broj njih ulazi u političku višu klasu društva ili se pridružuje finansijskoj eliti u oblastima kao što su međunarodno bankarstvo i rizični kapital. Socijalizacija u elitnoj internatskoj školi dovodi do toga da učenici internalizuju snažan osećaj prava i društvene kontrole ili hijerarhije. Piter Kukson i Kerolajn Hodžis (1985) ovaj oblik socijalizacije nazivaju „socijalizacija duboke strukture“. Ovo se odnosi na način na koji internati ne samo da kontrolišu fizički život učenika, već i njihov emocionalni život.
Osnivanje internata podrazumeva kontrolu ponašanja u kontekstu sa nekoliko aspekata života, uključujući ono što je prikladno i/ili prihvatljivo što bi adolescenti smatrali nametljivim. Ova internatska socijalizacija se dobro prenosi nakon napuštanja škole i pri njihovim suočavanjem sa društvenim svetom. Ona stoga dovodi do toga da se učenici internata pridržavaju vrednosti elitne društvene klase iz koje dolaze ili čiji deo teže da budu. Nik Dafel, autor knjige Ranjeni lideri: Britanski elitizam i iluzija prava – Psihoistorija, navodi da obrazovanje elite u britanskom internatskom sistemu ostavlja naciju sa „kadrom lidera koji održavaju kulturu elitizma, maltretiranja i mizoginija što utiče na čitavo društvo“. Prema Piter V Kuksonu mlađem (2009) elitistička tradicija pripremnih internata je opala zbog razvoja moderne ekonomije i političkog uspona liberalne zapadne obale Sjedinjenih Američkih Država.

### Socijalizacija kontrole uloga i rodna stratifikacija
Socijalizacija kontrole i hijerarhije u internatima razvija duboko ukorenjeno i snažno pridržavanje društvenih uloga i rigidnu rodnu stratifikaciju. U jednoj studiranoj školi društveni pritisak za usaglašenost je bio toliko ozbiljan da je nekoliko učenika zloupotrebljavalo lekove za performanse kao što su aderal i ritalin kako za akademski učinak tako i za gubitak težine. Izrazita i hijerarhijska priroda socijalizacije u internatskoj kulturi postaje veoma očigledna u načinu na koji učenici sede zajedno i formiraju klike, posebno u trpezariji. Ovo dovodi do rasprostranjenog oblika eksplicitnog i implicitnog maltretiranja i preteranog nadmetanja između klika i između pojedinaca. Rigidna polna stratifikacija i kontrola uloga ispoljava se u momcima koji formiraju klike na osnovu bogatstva i socijalnog porekla, a devojke otvoreno prihvataju da će se udati samo zbog novca, dok biraju samo bogate ili imućne muškarce. Učenici nisu u stanju da pokažu mnogo osetljivosti i emocionalnog reagovanja i ne mogu da imaju bliže odnose osim na površnom i politički korektnom nivou, angažujući se u društvenom ponašanju koje bi ih učinilo odgovarajućim i visoko rangiranim u društvenoj hijerarhiji. Ovo utiče na njihovu percepciju roda i društvenih uloga kasnije u životu.

## Psihološka pitanja
Aspekt života u internatu sa njegovim danonoćnim stanovanjem učenika jedni s drugima u istom okruženju, uključenih u učenje, spavanje i druženje može dovesti do pritisaka i stresa u internatskom životu. To se manifestuje u vidu hiperkompetitivnosti, upotrebe rekreativnih ili ilegalnih droga i psihičke depresije koja se ponekad može manifestovati u samoubistvu ili njegovom pokušaju. Studije pokazuju da oko 90% učenika internata priznaje da život u totalnoj instituciji kao što je internat ima značajan uticaj i da je promenio njihovu percepciju i interakciju društvenih odnosa.

### Ukupno raseljavanje institucija i dece
Tvrdi se da se deca mogu slati u internate kako bi im se pružilo više mogućnosti nego što im porodice mogu pružiti. Međutim, to uključuje provođenje značajnih delova svog ranog života u onome što se može posmatrati kao totalna institucija i moguće iskustvo socijalne odvojenosti, kao što je sugerisao socijalni psiholog Erving Gofman. Ovo može uključivati dugotrajno odvajanje od roditelja i kulture, što dovodi do iskustva nostalgije i emocionalnog napuštanja i može dovesti do pojave poznate kao 'TCK' ili dete treće kulture.
Proslavljeni britanski klasičar i pesnik, Robert Grejvs (1895–1985), koji je pohađao šest različitih pripremnih škola u mladosti tokom ranog 20. veka, napisao je:
Pripremni školarci žive u svetu potpuno odvojenom od kućnog života. Imaju drugačiji rečnik, drugačiji moralni sistem, čak i različite glasove. Po povratku u školu sa raspusta, prelazak od kuće do škole je skoro trenutan, dok obrnuti proces traje najmanje dve nedelje. Pripremni školarac, kada je zatečen, zvaće svoju majku 'Molim vas, matrona' i uvek se obraća bilo kom muškom rođaku ili prijatelju porodice sa 'Gospodine', kao gospodaru. Nekada sam to radio. Školski život postaje stvarnost, a kućni život iluzija. U Engleskoj, roditelji vladajućih klasa praktično gube bilo kakav intimni kontakt sa svojom decom od otprilike osam godina, a svi njihovi pokušaji da insinuiraju osećaj doma u školskom životu bivaju prezreni.— 
Neke moderne filozofije obrazovanja, kao što su konstruktivizam i nove metode muzičkog treninga za decu, uključujući Orf Šulverkov i Suzukijev metod, čine svakodnevnu interakciju deteta i roditelja sastavnim delom obuke i obrazovanja. Kod dece, odvajanje podrazumeva lišavanje majke. Projekat Evropske unije-Kanade „Zaštita dece preko granica“ (2003), međunarodni poduhvat za razvoj deteta, smatra internate jednim od oblika trajnog raseljavanja deteta. Ovo gledište odražava novi pogled na obrazovanje i rast deteta u svetlu naučnog razumevanja ljudskog mozga i kognitivnog razvoja.
Podaci još uvek nisu tabelarno prikazani u vezi sa statističkim odnosom dečaka i devojčica koji pohađaju internate, ukupan broj dece u datoj populaciji u internatima po zemljama, prosečna starost među populacijama kada se deca upućuju u internate i prosek dužina školovanja (u godinama) za učenike internata. Takođe postoji malo dokaza ili istraživanja o kompletnim okolnostima ili kompletnom nizu razloga za slanje dece u internate.

### Sindrom internata
Termin sindrom internatske škole skovao je psihoterapeut Džoj Šaverijen 2011. godine. Koristi se za identifikaciju skupa trajnih psiholoških problema koji se mogu uočiti kod odraslih koji su, kao deca, poslati u internate u ranom uzrastu.
Deca poslata u školu u ranom uzrastu trpe iznenadni i često neopozivi gubitak svojih primarnih vezanosti; za mnoge ovo predstavlja značajnu traumu. Može uslediti maltretiranje i seksualno zlostavljanje od strane osoblja ili druge dece i tako nove figure vezanosti mogu postati nesigurne. Da bi se prilagodili sistemu, može se steći odbrambena i zaštitna inkapsulacija sopstva; pravi identitet osobe tada ostaje skriven. Ovaj obrazac narušava intimne odnose i može se nastaviti u odraslom životu. Značaj ovoga može ostati neprimećen u psihoterapiji. Predlaže se da jedan od razloga za to može biti to što se prenošenjem i, posebno pauzama u psihoterapiji, ponavlja, za pacijenta, iskustvo iz detinjstva između škole i kuće. Zapažanja iz kliničke prakse potkrepljena su objavljenim svedočenjima, uključujući ona etabliranih psihoanalitičara koji su i sami bili rani obitavaoci internata.
Šarverijenova zapažanja se ponavljaju kao odjek u izjavama internatskog učenik, Džordža Monbiota, koji ide toliko daleko da neke disfunkcionalnosti britanske vlade pripisuje internatima. Britanski psihoterapeut Nik Dafel naziva odrasle koji su prošli kroz odvajanje u internat kao 'preživjeli iz internata'. On je opisao neke od ovih pojedinaca da ispoljavaju ponašanja kao što je osećaj odvojenosti od bilo kakvih veza, radoholizam, opsesivno ponašanje i sklonost kontroli.

## Literatura
- Cadet, Linton Hall, Linton Hall Military School Memories: One cadet's memoir, Scrounge Press, Cadet, Linton Hall (2014). Linton Hall Military School Memories: One Cadet's Memoir. Scrounge Press. ISBN 9781495931963.. Memoir of cadet who attended during the late 1960s, with copies of brochures from the 1940s and 1980s, and photos of the school.
- Jr, Peter W. Cookson; Persell, Caroline Hodges (4. 8. 2008). Preparing for Power: America's Elite Boarding Schools. New York: Basic Books. ISBN 9780786724161.
- Fisher, S. & Hood, B. (1987). The stress of the transition to university: a longitudinal study of psychological disturbance, absent-mindedness and vulnerability to homesickness. British Journal of Psychology, 78, 425–441
- Hein, David (1991). The High Church origins of the American boarding school. Journal of Ecclesiastical History, 42, 577–95.
- Hickson, A (1995). The Poisoned Bowl: Sex Repression and the Public School System. London: Constable..
- Johann, Klaus: Johann, Klaus (2003). Grenze und Halt: Der Einzelne im "Haus der Regeln". Zur deutschsprachigen Internatsliteratur. Winter. ISBN 3-8253-1599-1. (Heidelberg: Universitätsverlag Winter 2003, Beiträge zur neueren Literaturgeschichte, 201.), . Review
- Ladenthin, Volker; Fitzek, Herbert; Ley, Michael: Das Internat. Aufgaben, Erwartungen und Evaluationskriterien. Bonn 2006 (7. Aufl.).
- Duffel N. (2000) The making of them. London: Lone Arrow Press
- Schaverien, J. (2004) Boarding School: The Trauma of the Privileged Child, in Journal of Analytical Psychology, vol 49, 683–705 <https://web.archive.org/web/20060822135014/http://isana.org.au/_Upload/Files/2005112215407_Boardingschool%5B1%5D.pdf>
- Cookson, P. W., Jr. (2009). "Boarding Schools" in The Child: an encyclopedic companion (ed.) Richard A Shweder. Chicago: The University of Chicago Press. pp. 112–114.
- Dierenfied, R. B. (фебруар 1976). „The house system in comprehensive schools: Its current status”. British Journal of Educational Studies. 24 (1): 5—11. doi:10.1080/00071005.1976.9973453.
- Tongue, David (23. 9. 2016). „The House System: a typically British educational institution. (Editorial)”. Relocate Magazine. www.relocatemagazine.com online. Архивирано из оригинала 23. 08. 2021. г. Приступљено 23. 8. 2021.
- Green, Daniel G. (април 2006). „Welcome to the House System”. Educational Leadership (на језику: енглески). 63 (7): 64—67. ISSN 0013-1784. EJ745589. Приступљено 23. 8. 2021.
- James, Gill. „Harry Potter - All Things to All People?” (PDF). Proceedings of the first Harry Potter conference on the UK (Accio UK 2005).
- David K. Steege (2004), „Harry Potter, Tom Brown, and the British School Story: Lost in Transit?”,  Ур.: Lana A. Whited, The ivory tower and Harry Potter: perspectives on a literary phenomenon (illustrated изд.), University of Missouri Press, стр. 140—156, ISBN 978-0-8262-1549-9
- Inggshttp, Judith (мај 2003). „From Harry to Garri: Strategies for the Transfer of Culture and Ideology in Russian Translations of Two English Fantasy Stories”. Meta Translators' Journal. 48 (1-2 Traduction pour les enfants / Translation for children): 285—297.
- Anne-Lise Feral (2006), „The Translator's "Magic" Wand: Harry Potter's Journey from English into French”, Translators' Journal, 51 (3), стр. 459—481, doi:10.7202/013553ar

## Spoljašnje veze
- Garner, Richard (22. 10. 2011). „State secondaries urged to bring back the house system”. The Independent (на језику: енглески). Приступљено 23. 8. 2021.
- Harvard house system
- University of Notre Dame residence halls
- House System at the California Institute of Technology
- Hogwarts houses, fictional houses in Harry Potter books
- Ball culture, a North American sub-culture also known as the House System